# Rohrbach (Reno-Hunsrück)
Rohrbach è un comune di 171 abitanti della Renania-Palatinato, in Germania.
Appartiene al circondario (Landkreis) del Rhein-Hunsrück-Kreis (targa SIM) ed è parte della comunità amministrativa (Verbandsgemeinde) di Kirchberg (Hunsrück).